# Friedensbrücke
La estación de Friedensbrücke es una estación de la línea 4 del metro de Viena. Se encuentra en el distrito IX. Funciona como estación de metro desde 1976.
- Datos: Q2465701
- Multimedia: Friedensbrücke metro station / Q2465701